# Catamenia
I Catamenia sono una band melodeath-symphonic black metal formatasi a Oulu, Finlandia, nel 1995.
Il nome del gruppo significa "ciclo mestruale", ma è anche un tipo di uccello (dell'ordine dei passeriformi).

## Storia
La band fu fondata nel 1995, su iniziativa di Riku Hopeakoski e Mika Tönning ad Oulu ed ha a tutt'oggi pubblicato 9 album.

## Discografia

### Demo
- 1995 - Demo '95
- 1996 - Winds

### Album in studio
- 1998 - Halls of Frozen North
- 1999 - Morning Crimson
- 2000 - Eternal Winter's Prophecy
- 2002 - Eskhata
- 2003 - Chaos Born
- 2005 - Winternight Tragedies
- 2006 - Location Cold
- 2008 - VIII - The Time Unchained
- 2010 - Cavalcade

### Album dal vivo
- 2006 - Bringing The Cold To Poland

## Formazione[3]

### Attuale
- Juha-Matti Perttunen - voce
- Riku Hopeakoski - chitarra solista
- Sauli Jauhiainen - chitarra ritmica
- Mikko Hepo-Oja - basso
- Tony Qvick - batteria

### Ex componenti
- Kari Vähäkuopus - voce
- O.J. Mustonen - voce
- Mika Tönning - voce
- Ari Nissilä - chitarra, voce
- Sampo Ukkola - chitarra
- Toni Kansanoja - basso
- Timo Lehtinen - basso
- Tero Nevala - tastiera
- Heidi Riihinen - tastiera
- Veikko Jumisko - batteria
- Toni Tervo - batteria
- Juho Raappana - batteria
- Sir Luttinen - batteria
- Janne Kusmin - batteria
- Mikko Nevanlahti - batteria